# Beatbox

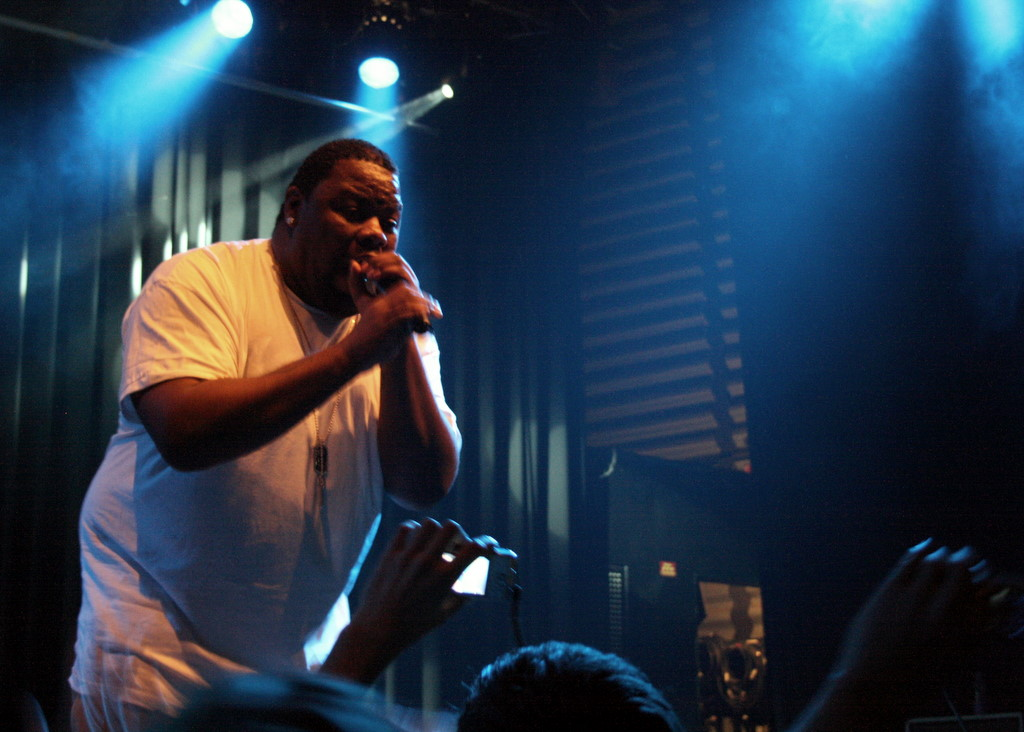
Beatboxer

Beatbox – forma rytmicznego tworzenia dźwięków – np. perkusji, linii basowej, głosów zwierząt, scratchy za pomocą narządów mowy – ust, języka, krtani, gardła czy przepony. Technika, przez niektórych określana jako hip-hopowy odwrót od maszyn poprzez naśladowanie głosem rytmów i dźwięków, paradoksalnie inspirowana jest estetyką maszynistyczną.
Nazwę zjawiska można zapisać na kilka sposobów: "beatbox", "human beatbox", "beatboxing"; niekiedy funkcjonuje spolszczony "bitboks".

## Początki i inspiracje
Sztuka naśladowania dźwięków istniała od niepamiętnych czasów, począwszy od śpiewów plemiennych, poprzez wczesny soul i funk z lat 70., gdzie artyści okrzykami i przeróżnymi efektami wokalnymi uzupełniali brzmienie utworu. Początek beatboxu w formie zbliżonej do czasów współczesnych datuje się na lata 80. Wtedy właśnie, w biednych dzielnicach afroamerykańskich, gdzie dzieciaki nie miały pieniędzy na sprzęt muzyczny, a kreatywność i ekspresja poprzez muzykę stanowiły jedyną ucieczkę od szarej rzeczywistości, rozpoczęto tworzenie "czegoś" z "niczego". Na ulicach błyskawicznie pojawiały się zespoły a cappella, używające w swym repertuarze mocnego, czarnego wokalu wspomaganego muzyką prosto z ust. Pierwszym polskim beatbokserem był Wiesław Iwasyszyn. Na początku lat 80. XX wieku występował na festiwalach w Jarocinie.
Za jednego z prekursorów beatboksu można uznać Louisa Armstronga, wykonawcę jazzowego, który podczas wykonywania utworu "Heebien Jeebies" zapomniał fragmentu tekstu i wstawił w tym miejscu rytmicznie powtarzane bezsensowne sylaby, co dało początek nowemu gatunkowi wokalistyki – scatowi, rozwijanemu później m.in. przez Ellę Fitzgerald. Wielu beatboxerów również używa scatu i jego pochodnych w swoich utworach.

## Współczesny beatbox
Współczesny beatbox rozwijali artyści hip-hopowi z USA. Jednym z pierwszych, którzy pojawili się w mediach prezentując beatbox był Darren Buffy Robinson, który podczas konkursu talentów w Radio City Music Hall w 1983 razem ze swoją grupą "Disco Three" (znaną później jako "Fat Boys") wystąpił prezentując unikalną technikę naśladowania dźwięków hiphopowych maszyn perkusyjnych ustami. Do jego najbardziej popularnych dźwięków należy ciężkie oddychanie, znane jako "hagga hagga sound". 
Doug E Fresh, którego pełna ksywka brzmiała "Doug E Fresh the Human Beatbox" występując w latach 80. w kilku filmach hip-hopowych, znany jest z perfekcyjnego władania click rollami.
Kolejnym ojcem beatboxu jest Kenny Muhammad zwany także human orchestra, znany z utworu "Four Elements" z płyty Rahzela "Make The Music 2000". Wprowadził doskonałe dźwięki oddechowe, werbel określany później jako 'Keh' i precyzyjne bity elektro, np. "Wind technique" ze wspomnianego utworu na płycie Rahzela.
Jest także Biz Markie, który z początku oprócz beatboxu zajmował się rapem, gdzie wprowadził nową żartobliwą i autoironiczną jakość. Skończył jednak ten obszar działalności, obecnie zajmuje się produkcją i występami imprezowymi. Jego znane dźwięki to wibracje gardłowe (ang. throat tapping) oraz efekt polegający na śmiechu podczas beatboxowania.
Za głównego promotora beatboksu w latach dziewięćdziesiątych należy uznać Rahzela, który wybił beatbox z podziemia i niebytu w publicznych mediach na światową scenę, dzięki czemu uważany jest za "ojca chrzestnego beatboxu". Wydał dwie płyty, "Make The Music 2000" (1999) (źródło: Amazon.com.) i "Greatest Knockouts" (2004) (źródło: Amazon.com.). Rahzel znany jest z głębokiego gardłowego basu (ang. deep bass).
Wyróżnia się też pojęcie Nowa Szkoła Beatboxu (New School), która skupia się na aspektach technicznych, połamanych bitach w szybkim tempie, dużym zagęszczeniu dźwięków. Reprezentantami Nowej Szkoły są m.in. Alem (najlepszy Beatboxer rozwinięty technicznie) Reeps One (znany z aranżacji oddechowych) i Skiller (najszybszy beatboxer na świecie).

## Dźwięki podstawowe
Trzy najważniejsze dźwięki kształtujące rytm pochodzą z perkusji – stanowiska perkusyjnego, jakie widać przeważnie w tylnej części sceny na koncertach z instrumentami na żywo. Jednym z synonimów pojęcia beatbox jest perkusja wokalna (ang. vocal percussion). Dlatego za podstawowe uznaje się trzy składniki bitu na warstwie perkusyjnej – stopę (ang. kick), werbel (ang. snare) oraz hi-hat (ang. hi-hat). Częstym zabiegiem podczas tworzenia bitu jest ułożenie hihatów tak, aby wypełniały przestrzeń między stopą a werblem. Ten prosty zabieg daje złudzenie wielu dźwięków brzmiących w jednym czasie. W prawdziwej perkusji hihat jest uderzany jednocześnie z werblem i stopą, które po prostu go zagłuszają.
Dodatkową warstwą w beatboksie może być linia melodyczna. Najprostszy jej przykład to melodia nucona przez nos, podczas gdy usta tworzą warstwę bębnów. Bardziej skomplikowaną formą jest głęboki bas, spopularyzowany przez Rahzela, a wywodzący się ze śpiewów gardłowych z Tuwy.

## Skrecze wokalne
Ważną częścią sztuki beatboksu jest naśladowanie gramofonowych skreczy. Technikę tę rozwijał przede wszystkim Scratch (określany przydomkiem Human Turntable) z filadelfijskiej grupy hip-hopowej The Roots, a później członkowie francuskiej ekipy Saian Supa Crew. Wielu innych dodawało swoje odpowiedniki technik skreczowania gramofonowego, np. crab scratch. Inni wymyślali techniki czysto wokalne, przypominające skrecze, lecz bez odniesienia do rzeczywistych djskich manipulacji płytą. Jednym z najlepszych skreczujących beatboxerów jest Andy z pierwszej w Polsce, chełmskiej ekipy beatbox The Elements, który frazy z oldschoolowych hip-hopowych produkcji (np. Public Enemy) montuje w logiczne skreczowane ciągi. Sam Andy jest legendą i pionierem human beat boxu w kraju.

## Mistrzostwa narodowe i Mistrzostwa Świata
W 2002 roku w Niemczech odbyły się pierwsze mistrzostwa narodowe zorganizowane przez Beatbox Battle Networks – organizację założoną przez Alexandra 'Bee Lowa' Buelowa, znanego również pod pseudonimem 'History'. Organizacja z czasem zaczęła wspierać organizatorów z innych krajów, a obecnie ponad 40 państw, w tym Polska od 2004 roku, jest zrzeszonych w grupie Beatbox Battle. Te państwa organizują własne mistrzostwa narodowe i delegują swoich mistrzów na międzynarodowe zawody organizowane przez Beatbox Battle Networks.  
Pierwsze mistrzostwa świata w beatboxie zostały zorganizowane w ramach imprezy Hip Hop World Challenge, która skupiała różne konkurencje, takie jak bboying, turntablizm i human beatbox. Odbyły się one 9 i 10 września 2005 roku w Lipsku w Niemczech. W kategorii beatbox mężczyzn triumfował Australijczyk Joel Turner, pokonując w finale Roxorloopsa z Belgii. W kategorii kobiet zwyciężyła Butterscotch z USA, która pokonała Polkę – Squeak. Polskę reprezentował również Blady Kris. 
Druga edycja mistrzostw świata miała miejsce na przełomie maja i czerwca 2009 w Berlinie. Wśród mężczyzn zwyciężył Zede ze Szwajcarii, pokonując w finale Vahtanga z Rosji. Najlepszą beatboxerką została Bellatrix z Wielkiej Brytanii, która w finale pokonała Steff la Chef ze Szwajcarii. Polskę na tych mistrzostwach reprezentowali Zgas, Zorak, Louise Lovelise, Squeak oraz Al.-Fatnujah w kategorii Crew. Zorak dotarł do pierwszej szesnastki, ale odpadł w pierwszej rundzie, przegrywając z Mando z Niemiec. 
Trzecia edycja mistrzostw odbyła się 30 marca 2012 roku, również w Berlinie. Zwyciężył Skiller z Bułgarii, a drugie miejsce przypadło Alemowi z Francji. W kategorii kobiet najlepsza była Pe4enkata z Bułgarii, która pokonała Flashbox z Francji. Polskę reprezentowali Blady Kris, Zgas, Pejot i Crashu w kategorii solo. 
Czwarte mistrzostwa świata miały miejsce 29-30 maja 2015 roku, ponownie w Berlinie. W kategorii mężczyzn zwyciężył Alem z Francji, a drugie miejsce zdobył NaPom z USA. W kategorii kobiet triumfowała Kaila z USA, pokonując w finale Spryx z Kanady. Również odbyła się pierwszy raz w historii Mistrzostw Świata kategoria Tag Team, którą zwyciężyli TwenTeam8 z Francji, a drugie miejsce zdobyli 4xSample z Niemiec. Polskę reprezentowali Gizmo, CrashU, Hardmaniac, Pejot, Mic Bandit, Hardmystic w kategoriach solo, jak i Beatside w kategorii Crew.  

Piąte mistrzostwa świata w beatboxie odbyły się w Berlinie w 2018 roku między 2 a 5 sierpnia. Na tej edycji zadebiutowała nowa kategoria – Loop Station, w której triumfował Saro z Francji, pokonując w finale Inkiego z Rosji. W kategorii solo zwyciężył Alexinho z Francji, który w finale rywalizował z B-Artem z Holandii. W kategorii kobiet znów mogliśmy pochwalić się udziałem reprezentantki Polski – Chiwawy. Doszła ona do finału, gdzie zmierzyła się z obrończynią tytułu, Kailą Mullady z USA, zdobywając tytuł wicemistrzyni świata. W kategorii Tag Team najlepsi byli Spider Horse z USA, pokonując w finale Mad Twinz z Rosji, choć decyzja nie była jednomyślna. Kategorię Crew zdominowali Berywam z Francji, którzy w decydującej bitwie pokonali The Beatbox House z USA. Polskę reprezentowali Bobby i Carlo w kategorii mężczyzn oraz Chiwawa i Mystic w kategorii kobiet. Chiwawa świetnie spisała się na tych mistrzostwach – po przejściu przez eliminacje, pokonała J9 z Anglii oraz Flashbox z Francji, by w finale stanąć naprzeciwko Kaili Mullady, obrończyni tytułu z poprzedniej edycji, niestety przegrywając z nią i zdobywając tytuł wicemistrzyni świata.

Ostatnie mistrzostwa świata w beatboxie miały miejsce między 2 a 6 sierpnia 2023 roku, po pięcioletniej przerwie wywołanej pandemią koronawirusa. Była to wyjątkowa edycja, celebrująca 20. rocznicę istnienia Beatbox Battle. Tym razem widzowie mieli okazję obserwować dwie zupełnie nowe kategorie: Best Sound FX oraz Vocal Scratch.
W kategorii solo zwyciężył Footboxg z Belgii, pokonując w finale PACMaxa z Francji. W kategorii kobiet tytuł zdobyła Bułgarka Pe4enkata, która w decydującej bitwie stanęła naprzeciwko Francuzce Prichii. W kategorii Loopstation zwycięstwo przypadło 808banonowi z USA, który rywalizował z Yaswedem z Belgii. Best Sound FX zdominował Bass z Meksyku, a w kategorii Vocal Scratch triumfował Do-B z Madagaskaru, pokonując w finale O'Slima z Francji. Tag Team został wygrany przez hiszpańskie Zen'Hit, które pokonało Choripan, a w kategorii Crew zwyciężyło Mouthomatic z Austrii, pokonując francuskie Kowler Rangers. 
Polska reprezentacja na tych mistrzostwach składała się z Xankisha, Filipa i Watome w kategorii solo, Jana Elfa i Mreze w kategorii Loopstation, Zgasa w kategorii Vocal Scratch, oraz Enjoy, NiceGuys i Lo-Fi w kategorii Tag Team. Najlepszym z naszych reprezentantów okazał się Xankish. Zdobył on miejsce w najlepszej 32-ce, pokonując w pierwszej rundzie Holendra Benję. Stał się tym samym drugim Polakiem w historii, który dotarł do najlepszej 16-tki w kategorii solo. Niestety, w tej rundzie przegrał z mistrzem GBB, River'em z Francji, kończąc swoją przygodę na etapie najlepszej szesnastki. 
2005 - Polska w kategorii kobiet zdobyła srebrny medal dzięki Squeak. Ponadto, Blady Kris reprezentował Polskę w kategorii mężczyzn.
2009 - Zorak doszedł do najlepszej szesnastki. Polskę reprezentowali także Zgas, Louise Lovelise, Squeak oraz Al.-Fatnujah.
2012 - Polska miała silną reprezentację w postaci Blady Krisa, Zgasa, Pejota i Crashu.
2015 - Polskę reprezentowali Gizmo, CrashU, Hardmaniac, Pejot, Mic Bandit, Hardmystic oraz Beatside w kategorii Crew.
2018 - Chiwawa zdobyła tytuł wicemistrzyni świata w kategorii kobiet. Polska była również reprezentowana przez Bobby'ego, Carlo, Mystic i innych.
2023 - Polska miała szeroką reprezentację: Xankish w kategorii solo dotarł do najlepszej szesnastki, a Jan Elf, Mreze, Zgas, Enjoy, NiceGuys i Lo-Fi również reprezentowali Polskę w różnych kategoriach.

W ciągu lat Polska miała wielu utalentowanych reprezentantów na Mistrzostwach Świata w Beatboxie. Choć wielkie sukcesy były rzadkością, obecność polskich beatboxerów na arenie międzynarodowej była stała i znacząca. Chiwawa, Xankish oraz inni reprezentanci prezentowali wysoki poziom i przynosili Polsce chlubę w świecie beatboxu.

## WBW Polish Beatbox Battle
Mistrzostwa Polski w beatboxie odbywają się od 2004 roku pod nazwą WBW Polish Beatbox Battle i organizowane są w ramach corocznego turnieju mistrzów mikrofonu WBW - Wielka Bitwa Warszawska. Impreza organizowana jest przez Microphone Masters przy merytorycznym wsparciu TikTaka, polskiego aktywisty beatboxowego. Dzięki współpracy z Beatbox Battle Networks zwycięzca mistrzostw Polski uzyskuje prawo udziału w beatboxowych mistrzostwach świata. Tradycyjnie cykl imprez odbywa się pod koniec roku w Warszawie.
Od roku 2018 oficjalne mistrzostwa Polski są organizowane niezależnie od Wielkiej Bitwy Warszawskiej pod nazwą Polish Beatbox Battle.
Beatboxowymi Mistrzami Polski są:
- 2004: Blady Kris (Szczecinek)
- 2005: Zgas (Głogów)
- 2006: Zgas (Głogów)
- 2007: Minix (Mikołów)
- 2008: Zorak (Łódź)
- 2009: Pejot (Warszawa)
- 2010: Crashu (Radom)
- 2011: Hardmaniac (Gorzów Wielkopolski)
- 2012: Crashu (Radom)
- 2013: MIC Bandit (Warszawa)
- 2014: Gizmo (Poznań)
- 2015: CARLo (Wieliszew)
- 2016: MIC Bandit (Warszawa)
- 2017: Bobby (Mroków)
- 2018: Grooveson (Pruszków)
- 2019: Filip (Szreniawa)
- 2021: Xankish (Gdańsk)
- 2022: Watome (Warszawa)
- 2023: Sznajder (Myślenice)